# Celso Sabadin
Celso Sabadin (São Paulo, 1958) é professor, roteirista, autor e crítico de cinema brasileiro.

## Carreira
Celso Sabadin é Mestre em Comunicações, graduado em publicidade pela Escola Superior de Propaganda e Marketing (ESPM) e jornalismo pela Fundação Cásper Líbero. Especializou-se em jornalismo cinematográfico a partir de 1979.
Foi crítico de cinema em diversos veículos, entre eles Folha da Tarde, Jornal do Vídeo, cadernos de vídeo dos jornais O Estado de S. Paulo e Folha de S. Paulo, além das revistas Cláudia, Vídeo Mercado, Vídeo Business, Íris Foto, Vídeo News, Classe News e Ver Vídeo. Produziu e apresentou programas sobre trilhas sonoras de cinema nas rádios USP, Brasil 2000 e 89FM.
De 1989 a 2001 foi apresentador, roteirista e crítico de cinema na Rede Bandeirantes, atuando tanto na Rádio e na TV Bandeirantes, e nos canais BandNews TV e Canal 21.
Cobre festivais nacionais e internacionais de Cinema desde 1990, com passagem nos mais importantes festivais do mundo como Cannes, San Sebastian e Veneza, além de todos os principais festivais brasileiros. Como Juri, integrou o Festival de Gramado, CineFantasy, CurtaSantos, Cine Ceará e Festival Guarnicê de Cinema.
Foi curador e produtor da Mostra Cine Santander España, do Festival Cinema do Coração, curador do Brazilian Film Festival of Toronto, sócio fundador da ABRACCINE - Associação Brasileira de Críticos de Cinema, e Patrono do IBAC - Instituto Brasileiro de Arte e Cultura no segmento de Cinema.
Como crítico de cinema, atuou na TV Gazeta, TV Cultura (Programa Zoom), Rádio CBN, nos sites Cineclick, Yahoo, 100% Vídeo e na Revista de Cinema, prestando, também, serviços de assessoria de imprensa para filmes brasileiros e festivais de cinema através de sua empresa Planeta Tela Comunicações.
Foi coprodutor, roteirista e diretor do longa metragem Mazzaropi (2013), coprodutor e corroteirista da série documental Mazzaropi, Uma Série de Causos (2013), roteirista do curta “Nem Isso”, a partir da obra de Luís Fernando Veríssimo (2015), e colaborador de roteiro do longa metragem Badi (2018). Corroteirista, com Di Moretti, do longa ficcional Saudades do Jeca, premiado no Edital para Desenvolvimento de Roteiros da SPCine 2019. 
É autor dos livros Vocês Ainda Não Ouviram Nada – A Barulhenta História do Cinema Mudo (Editora Lemos -1997 e atualmente na 3ª edição pela Summus Editorial - 2009), Éramos Apenas Paulistas (Imprensa Oficial do Estado de São Paulo, 2009), O Cinema como Ofício (Imprensa Oficial do Estado de São Paulo, 2010), História do Cinema Para Quem Tem Pressa (Editora Valentina, 2018) e Moracy do Val Show (Martins Fontes, 2019). 